# Rolf Krauß

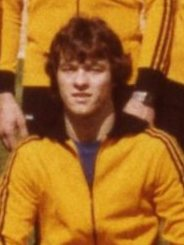
Rolf Krauß (1978)

Rolf Krauß (* 30. April 1954 in Ludwigshafen am Rhein) ist ein ehemaliger deutscher Ringer. Er war Europameister im griechisch-römischen Stil im Fliegengewicht.

## Werdegang
Rolf Krauß wuchs in Ludwigshafen am Rhein auf und begann als Kind mit dem Turnen. 1968 wurde er für das Ringen entdeckt und von Trainer Walter Gehring zu einem Weltklasseathleten geformt. In den Jahren 1972 bis 1974 wurde er dreimal hintereinander deutscher Juniorenmeister und bereits 1973 erstmals bei einer Europameisterschaft der Senioren, die damals in Helsinki stattfand, eingesetzt. 1974 wurde er im finnischen Haparanda Junioren-Europameister im Fliegengewicht, griech.-röm. Stil, dem Stil, den er ausschließlich rang.
Im Jahr 1975 sorgte er erstmals für Fourore, als er im heimischen Ludwigshafen in überlegener Manier Europameister im Fliegengewicht wurde. Er besiegte dabei auch den sowjetischen Vertreter Waleri Arutjunow sicher nach Punkten.
Bei den Olympischen Spielen 1976 in Montreal startete Krauß ebenfalls im Fliegengewicht und kam nach drei Siegen und Niederlagen gegen Witali Konstantinow aus der Sowjetunion und Nicu Gângă aus Rumänien auf den 4. Platz.
1977 versuchte sich Krauß in der nächsthöheren Gewichtsklasse, dem Bantamgewicht, um dem ständigen kräftezehrenden Abtrainieren von mehreren Kilos vor jedem Wettkampf aus dem Wege zu gehen, musste aber erkennen, dass er im Bantamgewicht chancenlos war. Dies zeigen ein 13. Platz bei der Europameisterschaft in Bursa und ein 7. Platz bei der Weltmeisterschaft in Göteborg. Für die Ansprüche von Rolf Krauß war das zu wenig.

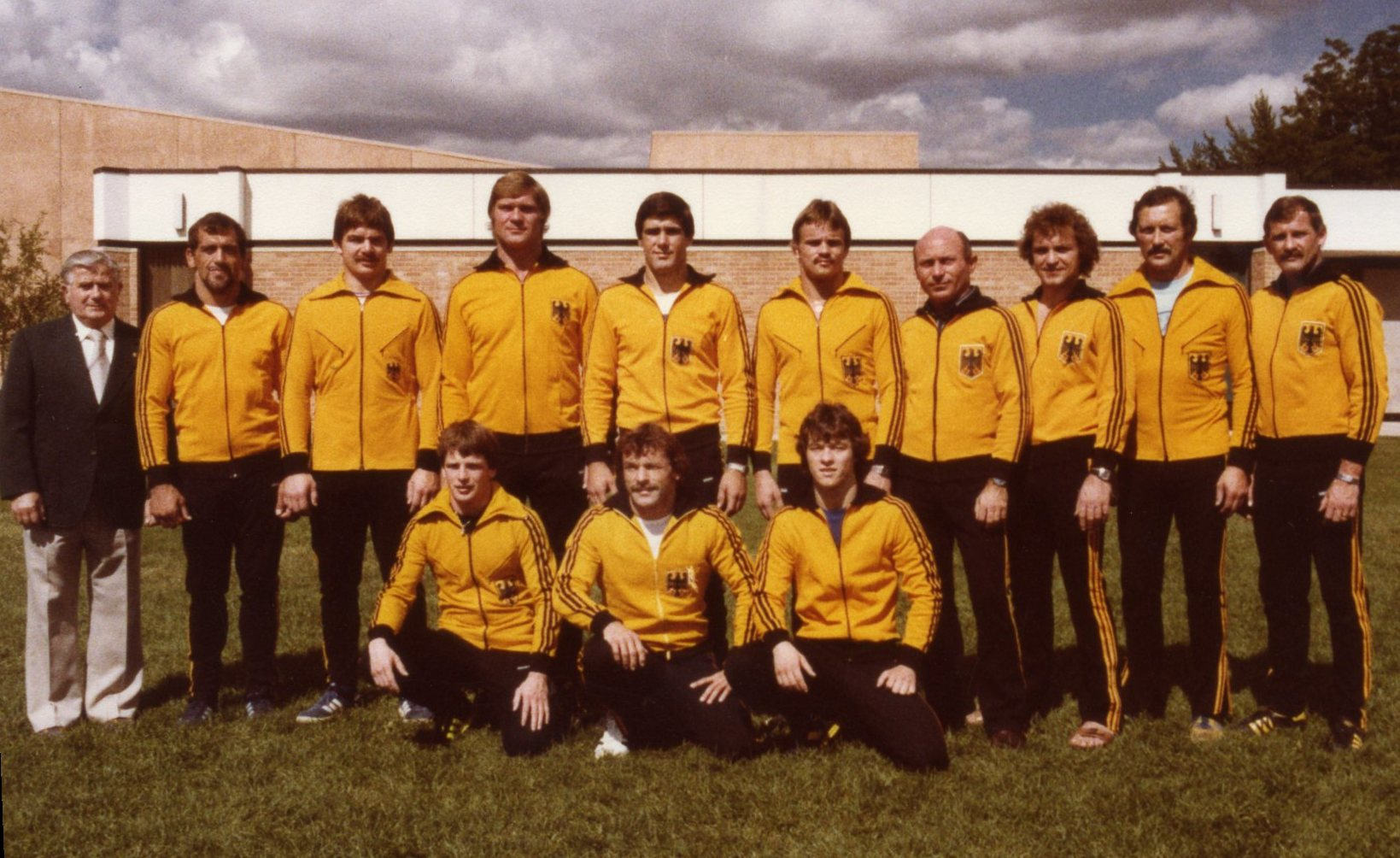
Deutsche Nationalmannschaft Ringen 1978 (Rolf Krauß ist nicht drauf)

In den folgenden Jahren startete er deshalb bei internationalen Meisterschaften wieder im Fliegengewicht und erreichte bei der Europameisterschaft 1978 in Oslo den 4. Platz, bei der Weltmeisterschaft 1978 in Mexiko-Stadt den 6. Platz und bei der Weltmeisterschaft 1979 in San Diego den 5. Rang. Bei der Europameisterschaft 1980 in Prievidza stand Krauß kurz vor seinem zweiten Titelgewinn. Eine knappe Niederlage gegen den sowjetischen Sportler Wachtang Blagidse war schließlich dafür ausschlaggebend, dass er „nur“ Vizeeuropameister wurde.
An den Olympischen Spielen 1980 konnte Krauß wegen des Boykotts dieser Spiele durch die Bundesrepublik Deutschland nicht teilnehmen. Er hätte gewiss gute Chancen auf einen Medaillengewinn gehabt.
Nach 1982 startete Rolf Krauß bei internationalen Meisterschaften nicht mehr, stand aber seinem Stammverein, der KSG Ludwigshafen, noch einige Jahre für die Mannschaftskämpfe in der deutschen Ringer-Bundesliga zur Verfügung. Er war gelernter Heizungsmonteur, der sich zum Chemiefacharbeiter weiterbildete.

## Internationale Erfolge
(OS = Olympische Spiele, WM = Weltmeisterschaft, EM = Europameisterschaft, alle Wettbewerbe im griechisch-römischen Stil, Fliegengewicht, Bantamgewicht, damals bis 52 kg bzw. 57 kg Körpergewicht)
| Jahr | Platz | Wettbewerb                                                     | Gewichtsklasse | Anmerkung |
| 1973 | 8.    | EM in Helsinki                                                 | Fliegen        | mit einem Sieg über Johnny Spjuth, Schweden, einem Unentschieden gegen Hizir Sari, Türkei u. einer Niederlage gegen Jan Michalik, Polen                                              |
| 1974 | 2.    | Turnier in Bad Reichenhall                                     | Fliegen        | hinter Nicu Gângă, Rumänien u. vor Hizir Sari u. Paul Schneider, BRD |
| 1974 | 1.    | Junioren-EM in Haparanda                                       | Fliegen        | vor Wladimir Karatajew, UdSSR, Jerzy Bujok, Polen, Botez Sandu, Rumänien u. Radoslaw Borisow, Bulgarien                                                                              |
| 1974 | 6.    | EM in Madrid                                                   | Fliegen        | mit Siegen über Claude Jorland, Frankreich u. Agostino Di Mauro, Italien u. Niederlagen gegen Petar Kirow, Bulgarien u. Nicu Gângă                                                   |
| 1975 | 1.    | EM in Ludwigshafen am Rhein                                    | Fliegen        | mit Siegen über Agostino Di Mauro, Bilal Tabur, Türkei, Otto Köb, Österreich, Heinz Schmidt, DDR u. Waleri Arutjunow, UdSSR                                                          |
| 1976 | unpl. | EM in Leningrad                                                | Fliegen        | nach Siegen über Antonio Caltabiano, Italien u. Bilal Tabur Aufgabe wegen Verletzung                                                                                                 |
| 1976 | 4.    | OS in Montreal                                                 | Fliegen        | mit Siegen über Leonel Barata Duarte, Portugal, Bruce Thompson, USA u. Moradali Shirani, Iran u. Niederlagen gegen Witali Konstantinow, UdSSR u. Nicu Gângă                          |
| 1977 | 4.    | Großer Preis der Bundesrepublik Deutschland in Bad Reichenhall | Fliegen        | hinter Nicu Gângă, Kamil Fatkulin, UdSSR u. Gustav Dubelowski, BRD u. vor Erich Nungesser, BRD                                                                                       |
| 1977 | 2.    | Turnier in Kladovo                                             | Fliegen        | hinter Fritz Huber, BRD u. vor Djurdjevic, Jugoslawien |
| 1977 | 13.   | EM in Bursa                                                    | Bantam         | nach Niederlagen gegen Asen Milew, Bulgarien und Antonio Caltabiano |
| 1977 | 7.    | WM in Göteborg                                                 | Bantam         | mit Siegen über Pekka Niemi, Finnland und Seichi Osanai, Japan und Niederlagen gegen Asen Milew u. Ryszard Swierad, Polen                                                            |
| 1978 | 4.    | EM in Oslo                                                     | Fliegen        | mit Siegen über Thalmann, Schweiz, Bernd Drechsel, DDR u. Maldachowski, Polen und Niederlagen gegen Wachtang Bladigse, UdSSR u. Nicu Gângă                                           |
| 1978 | 6.    | WM in Mexiko-Stadt                                             | Fliegen        | mit Siegen über José da Silva, Brasilien, Dae Da-Bong, Korea und Haralambos Holidis, Griechenland und Niederlagen gegen Lajos Rácz, Ungarn und Wachtang Blagidse                     |
| 1979 | 5.    | WM in San Diego                                                | Fliegen        | mit einem Sieg über Leszek Majkowski, Polen u. Niederlagen gegen Kamil Fatkulin und Lajos Rácz                                                                                       |
| 1981 | 3.    | Großer Preis der BRD in Aschaffenburg                          | Bantam         | hinter Piotr Michalik, Polen und Schamil Serikow, UdSSR und vor Pasquale Passarelli, BRD und Benni Ljungbeck, Schweden                                                               |
| 1980 | 2.    | EM in Prievidza                                                | Fliegen        | mit Siegen über Heiko Roll, DDR, Kostas Lagonikas, Griechenland, Mladen Mladenow, Bulgarien, Leszek Majkowski und Antonin Jelinek, CSSR und einer Niederlage gegen Wachtang Blagidse |
| 1982 | 9.    | WM in Kattowitz                                                | Bantam         | mit einem Sieg über Haralambos Holidis und Niederlagen gegen Iwan Balow, Bulgarien und Piotr Michalik, Polen                                                                         |

## Deutsche Meisterschaften
| Jahr | Platz | Stil | Gewichtsklasse | Anmerkung                                                                                |
| 1973 | 1.    | GR   | Fliegen        | vor Paul Schneider, Heusweiler und Horst Nuding, Aalen                                   |
| 1974 | 1.    | GR   | Fliegen        | vor Robert Geigl, Bad Reichenhall und Wolfgang Gaa, Schorndorf                           |
| 1975 | 1.    | GR   | Fliegen        | vor Paul Schneider, Köllerbach und Erich Nungesser, Seeheim                              |
| 1977 | 1.    | GR   | Bantam         | vor Richard Weizmann, Aalen und Hans Huber, Bad Reichenhall                              |
| 1978 | 1.    | GR   | Fliegen        | vor Günther Riedinger, Malstatt und Peter Diefenthal, Euskirchen                         |
| 1980 | 1.    | GR   | Bantam         | vor Pasquale Passarelli, Ludwigshafen am Rhein und Jürgen Lutterer, Freiburg im Breisgau |
| 1981 | 2.    | GR   | Bantam         | hinter Pasquale Passarelli und vor Jürgen Lutterer                                       |
| 1982 | 2.    | GR   | Bantam         | hinter Pasquale Passarelli und vor Jürgen Lutterer                                       |